# Brezje ob Slomu
Brezje ob Slomu je naselje u slovenskoj Općini Šentjuru. Brezje ob Slomu se nalazi u pokrajini Štajerskoj i statističkoj regiji Savinjskoj. 

## Stanovništvo
Prema popisu stanovništva iz 2002. godine naselje je imalo 96 stanovnika.